# Don't Take It Personal (album Jermaine Jackson)
Don't Take It Personal è il nono album da solista del cantautore statunitense Jermaine Jackson, pubblicato nel 1989. La title track divenne il suo secondo singolo a piazzarsi alla prima posizione nella classifica R&B degli Stati Uniti e fu seguito da altre due hit che entrarono nei primi trenta posti: I'd Like to Get to Know You e Two Ships.
Nel 2012 il disco fu ristampato dalla Funky Town Grooves con una scaletta ampliata.

## Tracce
1. Climb Out (Danny Sembello, Marti Sharron)
2. Don't Take It Personal (David Conley, David Townsend, Derrick Culler)
3. Make It Easy on Love (feat. Miki Howard) (Clif Magness, Peter Beckett, Steve Kipner)
4. So Right (Ernie McCane, Ian Prince)
5. I'd Like to Get to Know You (Bernard Jackson)
6. Two Ships (In the Night) (Jermaine Jackson, David Conley, Everett Collins)
7. Rise to the Occasion (feat. La Forrest 'La La' Cope) (Dennis Morgan, Rob Fisher, Simon Climie)
8. (C'mon) Feel the Need (Lewis A. Martinee)
9. Next to You (Clyde Lieberman, Jeff Pescetto)
10. Don't Make Me Wait (Otis Stokes)

## Bonus tracks (ristampa 2012)
1. "Don't Take It Personal" (Extended version)
2. "Don't Take It Personal" (Jazzy Instrumental)
3. "I'd Like to Get to Know You" (7" Version)
4. "Two Ships(In the Night)" (Instrumental Remix Version)
5. "Two Ships (In the Night)" (Lat Night Turbulence Mix)
6. "Two Ships (In the Night)" (Extended Version)

B-side
- Spare the Rod, Love the Child (single "I'd Like to Get to Know You")

## Personale
- "Bassy" Bob Brockmann – mixing
- Tony Calvert – reissue producer
- David Conley – mixing, producer
- Eileen Connolley – art direction
- Derrick Culler – associate producer
- David Z – producer
- Clive Davis – executive producer
- Maureen Droney	– mixing
- Preston Glass – producer
- Mick Guzauski – mixing
- Calvin Harris – mixing
- Miki Howard – guest artist
- Jermaine Jackson – primary artist
- Kashif – producer
- Ron "Have Mercy" Kersey – additional production
- La La – guest artist
- Dennis Lambert – producer
- Steve Lindsey – associate producer
- Willie Maldonado – photography
- Lewis A. Martinee – mixing, producer
- Matt Murphy – production manager
- Rick Nowels – additional production
- Ricky P. – producer
- Danny Sembello – mixing, producer
- Marti Sharron – mixing, producer
- Hill Swimmer – mixing
- David Townsend – mixing, producer
- Kerk Upper – mixing
- Mark Wilder – remastering
- Roger Williams – package design

## Classifiche

### Classifiche di fine anno
| Classifica (1990)                     | Posizione |
| ------------------------------------- | --------- |
| US Top R&B/Hip-Hop Albums (Billboard) | 59        |